# 小行星7814
小行星7814是一颗围绕太阳公转的小行星。1986年2月13日，亨利·德波鸿诺在拉西拉天文台发现了此天体。
这颗小行星的绝对星等为65.81261041424241等。